# L'illa de Bergman
L'illa de Bergman (títol original, Bergman Island) és una pel·lícula de drama romàntic coproduïda internacionalment el 2021, escrita i dirigida per Mia Hansen-Løve. És protagonitzada per Vicky Krieps, Tim Roth, Mia Wasikowska i Jordi Costa. S'ha subtitulat al català.
Es va estrenar al 74è Festival Internacional de Cinema de Canes l'11 de juliol de 2021. També va ser seleccionada a la secció Icona del 26è Festival Internacional de Cinema de Busan l'octubre de 2021, i al Festival Internacional de Cinema de Toronto del mateix any.

## Argument
Una parella de cineastes, Chris i Tony Sanders, viatgen a Fårö, l'illa on va viure i va treballar el director de cinema Ingmar Bergman i que acull la projecció d'una de les pel·lícules de Tony, que és un admirador de Bergman i s'inspira a l'illa. Chris, que té sentiments ambivalents amb l'illa i no li agrada Bergman per les falles personals, específicament com a pare, lluita amb el bloqueig de l'escriptor i enyora la seva filla, June, que es queda amb la mare de Chris.